# Чакра Фролова

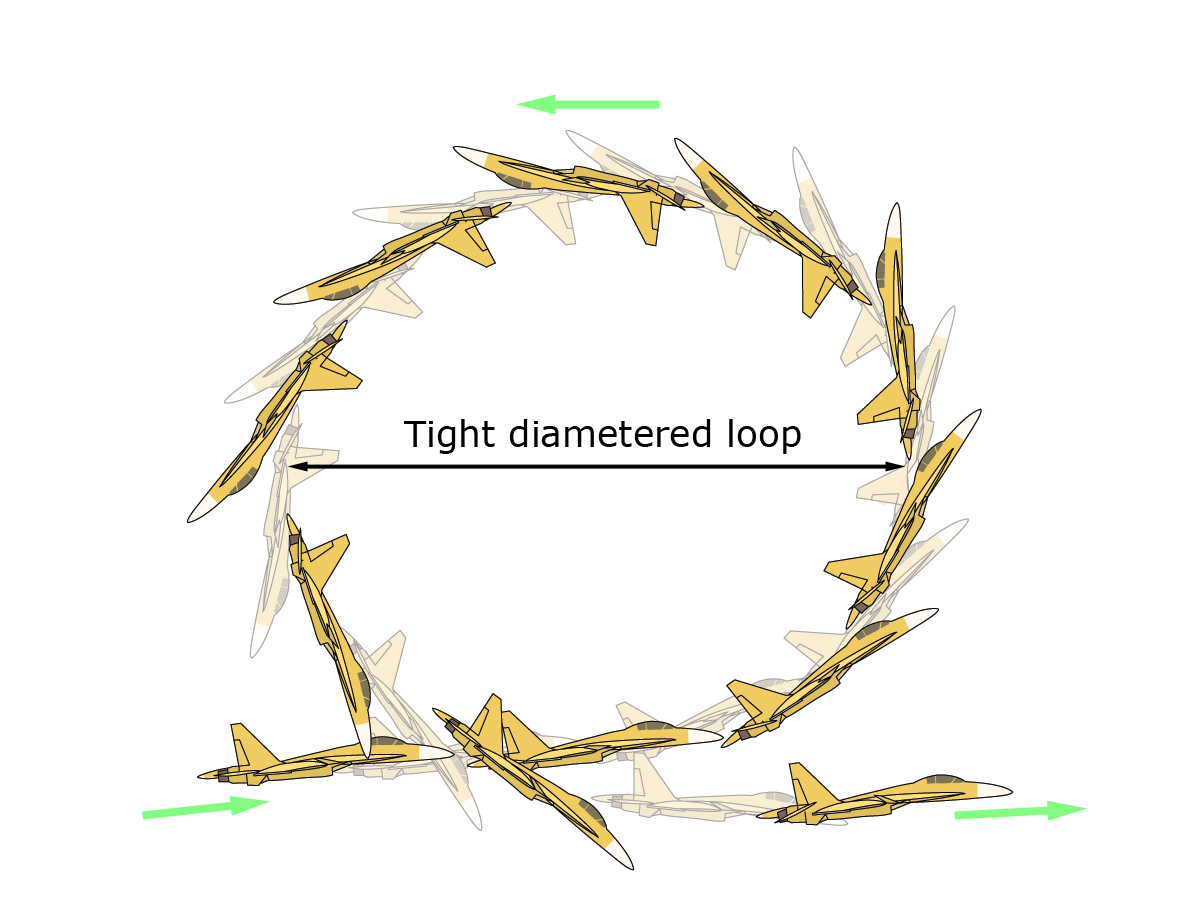
Чакра Фролова

Чакра Фролова — розворот в площині тангажу на 360° з надзвичайно малим радіусом, своєрідний повітряний Кульбіт ((фр. culbute) — переворот через голову з опорою на руки в акробатиці). При виконанні цієї фігури літак робить «мертву петлю» малого радіусу і на дуже малих швидкостях польоту, практично розвертаючись навколо свого хвоста. Цю фігуру можна виконати тільки на літаках з вектором тяги, що відхиляється (Су-37, на якому вона і була вперше продемонстрована Євгеном Фроловим (в 1995), Су-30МК та МіГ-29ОВТ).

## Літаки, що можуть виконати "Чакру Фролова"
- МіГ-29ОВТ[2]
- СУ-35[3][4]
- СУ-37[5]
- СУ-30МКИ/СМ
- СУ-47[6]
- F-22 Raptor[7]
- ПАК-ФА